# Sam Hanks
Sam Hanks, ameriški dirkač Formule 1, * 13. julij 1914, Columbus, Ohio, ZDA, † 27. junij 1994, Pacific Palisades, Kalifornija, ZDA.
Sam Hanks je pokojni ameriški dirkač. Med letoma 1940 in 1957 je trinajstkrat sodeloval na prestižni dirki Indianapolis 500, ki je med sezonami 1950 in 1960 štela tudi za točke prvenstva Formule 1, in zmagal v svojem zadnjem nastopu leta 1957. Ob tem je leta 1956 dosegel drugo mesto, v letih 1953 in 1954 pa še dve tretji mesti. Umrl je leta 1994, le malo pred svojim osemdesetim rojstnim dnem.